# Бредихина, Вера Павловна
Вера Павловна Бредихина (род. 29 апреля 1930, с. Апаевка Ключевского района Алтайского края) — советский учёный-лингвист, профессор (1994), заслуженный учитель Казахстана и заслуженный работник просвещения РК.
Окончила КазПИ им. Абая (1953).
С 1953—1965 годах аспирант при кафедре современного русского языка.
В 1958 году старший преподаватель, с 1976—2000 заведующий кафедрой русского языка на филологическом факультете АГУ им. Абая, член диссертационного совета КазГУ им. С. М. Кирова. С сентября 2000 года профессор кафедры русского и общего языкознания, постоянный член учёного совета АГУ им. Абая. Её студенты, принимавшие участие в республиканских конкурсах научных работ, неоднократно награждались почётными грамотами и дипломами. Её ученики работают во многих вузах и школах Казахстана и за его пределами.
Педагогическая и научная деятельность Бредихиной отмечена правительственными наградами — грамотой Верховного Совета Казахстана, почётными грамотами МОН РК.

## Сочинения
- Словарь-справочник по словообразованию. — А.-А., 1975.
- Словарь лингвистических терминов для студентов РКО. — А.-А., 1988.
- Современный русский язык. — А., 2003.